# Manuela Manetta
Manuela Manetta (Parma, 6 giugno 1983) è una giocatrice di squash italiana del circuito professionistico PSA.

## Palmares
- 10 volte campionessa italiana 2002, 2003, 2004, 2006, 2007, 2008, 2009, 2010, 2011 e 2013.
- Nel 2007 vince il suo primo Torneo WISPA il Liberty Bell 2007 (Philadelphia - Usa), 16-21 gennaio, 7000 $

- Nel 2008 Bronzo ai Campionati Europei.
- Nel 2009 vincitrice del WELSH OPEN.
- Nel 2010 semifinalista nel prestigioso METRO Squash US Open.

- Nel 2011 quarta ai Campionati Europei.